# Gerard Baerends
Gerardus Pieter Baerends (* 30. März 1916 in Den Haag; † 1. September 1999) war einer der bedeutendsten Vertreter der so genannten klassischen vergleichenden Verhaltensforschung in der Tradition von Nikolaas Tinbergen und Konrad Lorenz. Baerends' verhaltensbiologische Arbeitsgruppe war die erste dieser Fachrichtung in den Niederlanden und gilt bis heute als eine der weltweit produktivsten, da aus ihr allein 43 Doktorarbeiten hervorgingen.
1948 gründete Baerends zusammen mit Tinbergen und William Thorpe die Zeitschrift Behaviour und blieb bis 1991 deren Herausgeber.

## Leben
Gerard Baerends – wie er sich selber stets nannte – wuchs in Den Haag auf. Bereits im Alter von 12 Jahren trat er dem Nederlandse Jeugdbond voor Natuurstudie bei; er befasste sich schon als Schüler mit biologischen Themen und lernte in dieser Zeit durch seine Mitgliedschaft im Naturschutzverein Niko Tinbergen kennen, der damals als Student ebenfalls im Verein aktiv und ab 1933 an der Universität Leiden als wissenschaftlicher Assistent für Zoologie angestellt war. Nach dem Abitur im Jahr 1934 begann Baerends in Leiden mit dem Studium der Biologie. Bereits im ersten Studienjahr unterstützte Baerends Tinbergen bei dessen verhaltensbiologischen Studien in einer Möwen-Kolonie und verfasste Ethogramme zum Verhalten von Graureihern während der Paarbildung. Wie zuvor bereits Tinbergen beschäftigte sich auch Baerends dann aber vor allem mit dem Verhalten von Grabwespen, speziell mit Ammophila campestris. 1941 war er der erste Student, der unter Anleitung von Niko Tinbergen promoviert wurde; ein Jahr später wurde sein Doktorvater von den deutschen Besatzern inhaftiert, weil dieser gegen die Entlassung von drei jüdischen Professoren protestiert hatte.
Um der Machtübernahme der nationalsozialisten Besatzer auch an den Hochschulen auszuweichen, verzichteten zahlreiche niederländische Wissenschaftler auf ihre akademische Anstellung, und auch Baerends fand 1942 eine Beschäftigung als Meeresbiologe bei einem staatlichen Institut für Fischereiforschung. Sein Plan, sich künftig in Niederländisch-Ostindien mit tropischer Meeresbiologie zu befassen, wurde jedoch alsbald vereitelt, da dieses Gebiet 1942 von japanischen Streitkräften erobert wurde. Immerhin hatte er das Glück, sich während des Zweiten Weltkriegs und auch noch im Anschluss an diesen zuhause fischereibiologischen Fragen widmen zu können: Baerends untersuchte anhand von Fangaufzeichnungen und anderem Schrifttum den Zusammenhang von Fischfang und Populationsgröße beim Atlantischen Hering in der Nordsee. Er konnte nachweisen, dass der wegen des Krieges reduzierte Fischfang zu einer Erholung der Heringsbestände geführt hatte. In einem Nachruf auf Baerends schrieb George Barlow: „Diese Studie dürfte eine der ersten Publikationen gewesen sein, in der die Folgen der Überfischung dokumentiert wurden.“
Als Niko Tinbergen 1949 an die University of Oxford wechselte, empfahl er Gerard Baerends als seinen Nachfolger auf dem Lehrstuhl in Leiden, was dieser jedoch ablehnte. Baerends hatte bereits 1946 – als Nachfolger des Physiologen Engel Hendrik Hazelhoff (1900–1945) – den Ruf auf einen Lehrstuhl für Zoologie an der Reichsuniversität Groningen angenommen, wo bis dahin pro Jahr nur eine Handvoll Studenten das Fach Biologie belegt hatten. Als Voraussetzung für seinen Wechsel nach Groningen hatte er sich ausbedungen, dass er Feldstudien durchführen und ökologische Aspekte mit verhaltensbiologischen verbinden und sich auch weiterhin der Meeresbiologie widmen dürfe. Im Rückblick auf seine Forscherlaufbahn bezeichnete er diese Kombination von Ethologie und Meeresbiologie als „die zwei Säulen der Weisheit“; wie ungewöhnlich diese Verbindung damals war, wird deutlich, wenn man bedenkt, dass Baerends nach Niko Tinbergen erst der zweite Forscher in den Niederlanden war, der seinen Doktorgrad durch verhaltensbiologische Freilandstudien erworben hatte.
In den folgenden Jahrzehnten blieb Baerends in Groningen und wurde zum wichtigsten Vertreter der Verhaltensbiologie in den Niederlanden; zeitweise wurde zugleich das Nederlands Instituut voor Onderzoek der Zee (NIOZ), das Nederlands Instituut voor Visserij Onderzoek (RIVO) und die Koninklijke Nederlandse Akademie van Wetenschappen (KNAW) durch ehemalige Baerends-Schüler geleitet. Der ihm zu verdankende Ausbau und die hiermit verbundene „Modernisierung“ des Faches Biologie trug zugleich dazu bei, dass der Niedergang der zweitältesten Universität der Niederlande gestoppt und sie vor einer zuvor wiederholt drohenden Schließung bewahrt wurde. So sorgte er u. a. dafür, dass Luuk Tinbergen, der jüngere Bruder von Niko, den Baerends schon seit seiner Schulzeit kannte, ab 1949 an der Reichsuniversität Groningen das Fach Ökologie lehrte. Luuk Tinbergen hatte drei Jahre zuvor in Leiden seine Doktorarbeit über Sperber (Accipiter nisus) verfasst: Seine Dissertation war nach der von Huib Kluijver erst die zweite tierökologische Freilandstudie, die in den Niederlanden akzeptiert worden war.
Anfang der 1970er-Jahre war Baerends mit den Folgen einer Hochschulreform in den Niederlanden nicht einverstanden, da den Professoren – aus seiner Sicht – zu viel administrative Last aufgebürdet wurde, mit der Folge, dass zu wenig Zeit für die Forschung bleibe. Daraufhin zeigte er sich 1972 entschlossen, das Angebot zur Nachfolge von Konrad Lorenz am Max-Planck-Institut für Verhaltensphysiologie in Deutschland anzunehmen. Dieser Plan hatte jedoch umgehend zur Folge, dass ihm das niederländische Wissenschaftsministerium zusätzliches wissenschaftliches Personal und einen reinen Forschungslehrstuhl, also die Freistellung von allen administrativen Aufgaben, anbot, so dass er sich 1973 zum Verbleiben in Leiden entschloss.
Gerard Baerends war seit 1942 und bis zu ihrem Tod im Jahr 1991 mit der Biologin Dr. Jos van Roon verheiratet, die ihre Doktorarbeit ebenfalls bei Nikolaas Tinbergen verfasst hatte und später u. a. Studien zum Spielverhalten von Katzen publizierte; das Ehepaar hatte vier Kinder.

## Forschungsthemen
Nach seinen verhaltensbiologischen Studien zu Grabwespen in Leiden und den fischereibiologischen Studien zum Hering gingen aus Baerends' Arbeitsgruppe u. a. wichtige Studien zum Brutverhalten von Buntbarschen und Heringsmöwen, zum Sexualverhalten von Guppys (Poecilia reticulata; früher: Lebistes reticulatus) sowie zum Verhalten von Graureihern hervor.
Baerends' eigene Studien zu den Heringsmöwen setzten ab 1950 die Arbeit von Niko Tinbergen fort, nachdem dieser die Niederlande verlassen hatte, und zwar auf der Insel Terschelling, wo Baerends inmitten der Dünenlandschaft einen Bunker aus der Zeit des Zweiten Weltkriegs als Beobachtungsstand nutzte. Diese Untersuchungen gingen rasch in die Lehrbücher der Verhaltensbiologie ein. Ein Spezialaspekt, die Mechanismen der Ei-Erkennung bei Heringsmöwen, wurde Jahrzehnte nach dem Beginn der Feldstudien auf Terschelling in zwei umfassenden Übersichtsarbeiten durch Baerends und seinen Schüler Rudi Drent dargestellt. Unter anderem wurde nachgewiesen, dass die Möwen künstliche, extrem große Eier gegenüber normal großen, selbst gelegten Eiern bevorzugt bebrüten, woraus geschlossen wurde, dass die Eigröße als angeborener Auslöser im Brutgeschäft der Vögel gedeutet werden kann.

### Untersuchungen zum Guppy
Auch die Ergebnisse der Untersuchungen zum Guppy fanden Eingang in zahlreiche Lehrbücher der Verhaltensbiologie, da hier in exemplarischer Weise u. a. der Einfluss von externen und z. T. ökologischen Faktoren auf das Balzverhalten aufgezeigt werden konnte. Zudem konnten bestimmte „Auslöser“ (so genannte Schlüsselreize) bestimmt werden, die nach dem Prinzip der doppelten Quantifizierung gedeutet wurden. Konkret wurde nachgewiesen, dass die Bereitschaft zur Paarung beim männlichen Guppy kein gleichsam statischer Dauerzustand  ist. Seine Handlungsbereitschaft wird vielmehr durch das Zusammenwirken mindestens zweier Faktoren beeinflusst: Zum einen sind dies Baerends' Deutung zufolge innere, triebhafte Zustände (spätere Studien anderer Forscher erwähnen hier u. a. Hormone wie z. B. bei Säugetieren das Dopamin als mögliche Einflussgröße); zum anderen sind dies äußere Faktoren, die für eine bestimmte Situation typisch sind, regelmäßig auftreten und daher im Verlauf der Stammesgeschichte als „Auslöser“ für Instinktverhalten Gewicht bekamen.
Als Ausdruck des Prinzips der doppelten Quantifizierung kann beispielsweise auch das Verhalten eines Menschen gedeutet werden, bei dem lang andauernder Nahrungsentzug (subjektiv empfunden als starkes Hungergefühl) auch bei einem extrem schwachen Außenfaktor (beispielsweise einem angeschimmelten Stück Brot) zum Verspeisen der Nahrung führt, während nach überreichlicher Nahrungsaufnahme (subjektiv empfunden als Gefühl der Sättigung) allenfalls noch ein kleiner und besonders wohlschmeckender Leckerbissen zu weiterer Nahrungsaufnahme führt.
Beim Balzverhalten des männlichen Guppys konnte man in Baerends' Arbeitsgruppe nachweisen, dass die Intensität der Färbung seines Schuppenkleides direkt proportional zur – hormonell gesteuerten – Paarungsbereitschaft ist (also Rückschlüsse auf den inneren Zustand des Männchens erlaubt) und dass die Körpergröße des Weibchens aus Sicht des Männchens der äußere Faktor ist: Je ausgeprägter die Farbigkeit des Männchens, desto kleinere Weibchen werden angebalzt; und umgekehrt: Je weniger ausgeprägt das so genannte Hochzeitskleid ist, desto größer (anthropomorph formuliert: desto attraktiver) muss ein Weibchen sein, damit es angebalzt wird.

### Publikationen zur Instinkttheorie
Anders als sein Mentor Tinbergen, der sich vor allem dem Beobachten von zumeist wild lebenden Tieren widmete, profilierte sich Gerard Baerends neben seinen Feldstudien – ähnlich Konrad Lorenz in Deutschland – in besonderem Maße auch als Theoretiker des Verhaltens und veröffentlichte diverse Abhandlungen zur Hierarchie von Instinkten.
1958 veröffentlichte Baerends eine Zusammenschau von verhaltensbiologischen und stammesgeschichtlichen Daten, die als eines der Hauptwerke der vergleichenden Verhaltensforschung gilt.
Im Unterschied zu Konrad Lorenz, der in seinem wissenschaftlichen Werk kaum je ökologische Aspekte berücksichtigte, regte Baerends zeitlebens aber auch ökologische Forschungsprojekte an, so dass die Studenten seiner Arbeitsgruppe stets beinahe zur Hälfte Ökologen waren und er so auch zu einem Wegbereiter der Verhaltensökologie wurde. Nach der Emeritierung von Konrad Lorenz wurde Baerends 1973 von der deutschen Max-Planck-Gesellschaft angetragen, als Nachfolger von Konrad Lorenz die Direktorenstelle im Max-Planck-Institut für Verhaltensphysiologie zu übernehmen, was Baerends jedoch ablehnte: Er wusste zwar, dass das Institut ein hohes Ansehen genoss; zugleich wusste er aber auch, dass die Arbeitsgruppe von Konrad Lorenz kaum jemals quantitative Methoden in der Verhaltensforschung angewandt hatte. Daher zweifelte er, ob es ihm gelingen würde, in diesem Institut die nötige „wissenschaftliche Revolution“ herbeizuführen.

## Ehrungen
Gerard Baerends war seit 1958 Mitglied der Koninklijke Nederlandse Akademie van Wetenschappen (KNAW) und seit 1968 der Koninklijke Hollandsche Maatschappij der Wetenschappen und beeinflusste durch seine Mitarbeit in diesen Institution auch insgesamt die Fortentwicklung der naturwissenschaftlichen Forschung in den Niederlanden. Seit 1959 war er Mitglied der Deutschen Akademie der Naturforscher Leopoldina.
Von 1967 bis 1975 gehörte Baerends dem Wissenschaftlichen Beirat des Serengeti Research Institute in Tansania an.
Der Hauptvortrag auf den Jahrestagungen der Nederlandse Vereniging voor Gedragsbiologie (NVG; Niederländische Vereinigung für Verhaltensbiologie) heißt seit Baerends' Tod Gerard Baerends Lecture. Die Universität Groningen hat seinem Andenken den Gerard Baerends Visiting Chair of Biology – eine Gastprofessur – gewidmet.
Seine bekanntesten Schüler waren Rudolf Drent (später Ornithologe an der Universität Groningen) und Piet Wiepkema (später Kognitionsforscher an der Universität Wageningen).

## Schriften (Auswahl)
- Fortpflanzungsverhalten und Orientierung der Grabwespe Ammophila campestris. In: Tijdschrift voor Entomologie. Band 84, 1941, S. 68–275.
- mit Jos M. Baerends-van Roon: An introduction to the study of ethology in cichlid fishes. In: Behaviour. Suppl. 1, 1950, S. 1–242.
- G. P. Baerends et al.: Ethological studies on Lebistes reticulatus (Peters). In: Behaviour. Band 8, 1955, S. 249–332.
- Aufbau des tierischen Verhaltens. In: Johann-Gerhard Helmcke: Handbuch der Zoologie. Band VIII, 7. Lieferung. de Gruyter, Berlin 1956, S. 1–32.
- Comparative methods and the concept of homology in the study of behaviour. In: Archives Néerlandaises de Zoologie. Band 13, Suppl. 1. 1958, S. 401–417.
- mit Rudolf H. Drent und anderen (Hrsg.): The herring gull and its egg. Teil 1 in: Behaviour. Suppl. 17, 1970, S. 1–312. Teil 2 in: Behaviour. Band 82, 1982, S. 1–415.
- mit Martin Lindauer (Hrsg.): Moderne Methoden und Ergebnisse der Verhaltensforschung bei Tieren.  Westdeutscher Verlag, 1972, ISBN 3-531-08218-3.
- als Herausgeber: Function and evolution in behaviour. Essays in honour of Niko Tinbergen. Clarendon Press, Oxford 1975, ISBN 0-19-857382-0.
- The functional organization of behaviour. In: Animal Behavior. Band 24, Nr. 4, 1976, S. 726–738, doi:10.1016/S0003-3472(76)80002-4.

## Belege
1. ↑  George Barlow: Gerardus Pieter Baerends, 30 March 1916 – 1 September 1999. In: Ethology. Band 106, Nr. 6, 2000, S. 481–482, doi:10.1046/j.1439-0310.2000.00600.x.
2. ↑  Gerard P. Baerends: Two Pillars of Wisdom. In: Donald A. Dewsbury: Studying Animal Behavior. University of Chicago Press, Chicago und London 1985, S. 13–14, ISBN 0-226-14410-0.
3. ↑  G. P. Baerends: The rational exploitation of the sea fisheries with particular reference to the fish stock of the North Sea. In: Spec. Sci. Rep. Fish. Band 13, U.S.A. Dept. of Int. Fish Wildl. Serv. 1950, S. 1–102.
4. ↑  That must be one of the first papers to document the effect of over-fishing. George Barlow in Ethology, Band 106, Nr. 6, 2000, S. 481–482.
5. ↑  Gerard P. Baerends, Two Pillars of Wisdom, S. 13.
6. ↑  so die Einschätzung des Tinbergen-Schülers Hans Kruuk in der von ihm verfassten Biografie Niko's Nature. The Life of Niko Tinbergen and his Science of Animal Behaviour. Oxford University Press, 2003, S. 336, ISBN 0-19-851558-8.
7. ↑  Dies erwähnt Rudi Drent in seinem Nachruf auf Baerends im NVG Nieuwsbrief, 8. Jahrgang, Nr. 2, vom 2. November 1999 der Nederlandse Vereniging voor Gedragsbiologie.
8. ↑  Gerard P. Baerends, Two Pillars of Wisdom, S. 35–36.
9. ↑  J. M. Baerends-van Roon, G. P. Baerends (1979): The Morphogenesis of the Behaviour of the Domestic Cat, with a Special Emphasis on the Development of Prey-Catching. In: Verh. Kon. Ned. Akad. Wet., Aft. Natuurkunde. Band 72, Nr. 2, S. 1–116, Volltext. (PDF) (Memento vom 18. Oktober 2017 im Internet Archive).
10. ↑  Kenneth A. Klivington: Gehirn und Geist (The science of mind). 1992: Heidelberg, Berlin, Oxford, Spektrum Akademischer Verlag.
11. ↑  Gerard Baerends: Aufbau des tierischen Verhaltens. In: Handbuch der Zoologie. Band 8: Mammalia. 10. Teil, 1. Hälfte, S. 1–32.
12. ↑  Gerard Baerends: Comparative methods and the concept of homology in the study of behaviour. In: Archives Neerlandaises de Zoologie. Band 13, Suppl. 1. 1958, S. 401–417.
13. ↑  Lynne D. Houck, Lee C. Drickamer (Hrsg.): Foundations of Animal Behavior: Classic Papers with Commentaries. 1996: University of Chicago Press, ISBN 0226354571.
14. ↑  ebenfalls laut Hans Kruuk; Baerends' Schüler Rudi Drent erwähnt im Nachruf auf seinen Doktorvater, dass 20 der 43 Doktorarbeiten aus Baerends' Arbeitsgruppe ökologische Themen behandelten.
15. ↑  Rudi Drent formulierte diesen Sachverhalt in seinem Nachruf auf Baerends so: He doubted whether he could carry through what amounted to a scientific revolution at the Seewiesen institute.

| Personendaten    | Personendaten             |
| ---------------- | ------------------------- |
| NAME             | Baerends, Gerard          |
| ALTERNATIVNAMEN  | Baerends, Gerardus Pieter |
| KURZBESCHREIBUNG | niederländischer Ethologe |
| GEBURTSDATUM     | 30. März 1916             |
| GEBURTSORT       | Den Haag                  |
| STERBEDATUM      | 1. September 1999         |